# Lai Runming
Lai Runming (n. 5 mai 1963, Dongguan, Republica Populară Chineză) este un halterofil ce a reprezentat Republica Populară Chineză, medaliat olimpic. A participat la o ediție a Jocurilor Olimpice (1984) în care a câștigat o medalie de argint.